# Vacuactivus

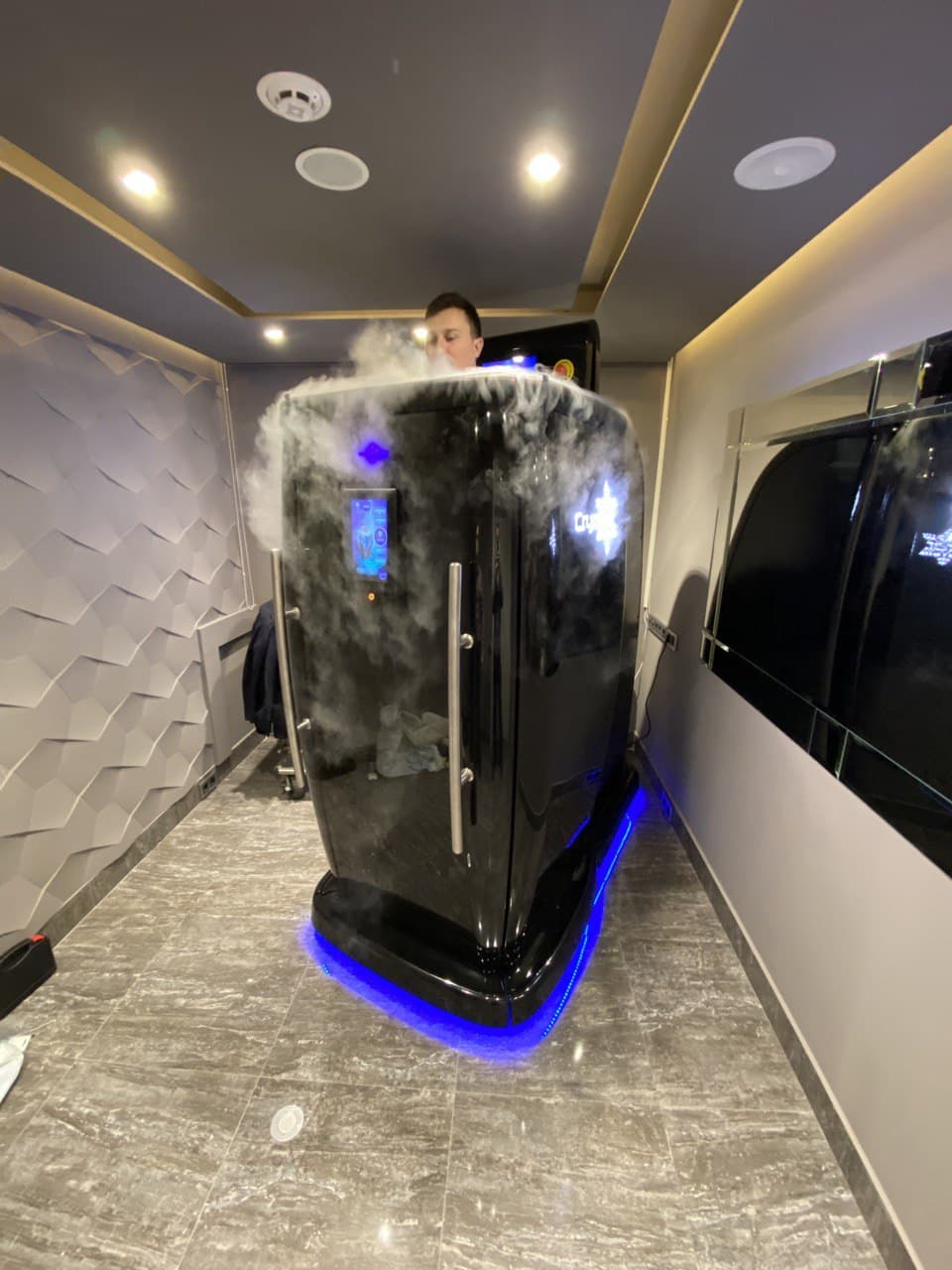
Cambra de crioteràpia (Vacuactivus)

Vacuactivus és una empresa internacional per a la producció i venda de cambres de crioteràpia i equips per a la rehabilitació de fitness, fundada l'any 2000. És un dels tres fabricants més grans de cambres de crioteràpia i d'equips de crioteràpia del món.
La seu es troba a Los Angeles, Califòrnia.

## Història
Vacuactivus es va fundar l'any 2000. El 2013 va obrir una oficina de vendes als Estats Units sota la direcció de Slim Wellness Studio LLC.
L'empresa té la seu a Los Angeles, Califòrnia, EUA.
Els productes de la companyia es distribueixen a 50 països d'arreu del món.
Els principals magatzems de fàbrica es troben a Gardena (Califòrnia), Newark (Nova Jersey), Słupsk i Przemyśl (Polònia), Dnipro (Ucraïna).